# Supercopa da Itália de 2010
A Supercopa Italiana de Futebol de 2010 foi a 23ª edição da competição que para muitos, abre a temporada 2010/2011 do futebol italiano. Assim como em todas as edições, a Supercoppa Italiana foi disputada em partida única com o campeão do Campeonato Italiano (Internazionale) e o vice-campeão da Copa da Itália (Roma), já que a Internazionale ganhou ambos os campeonato na temporada 2009/2010.
A partida foi no dia 21 de agosto de 2010 e ocorreu no Giuseppe Meazza na Itália.

## Final

### Partida Unica
| 21 de agosto de 2010 | Internazionale              | 3 – 1 | Roma      | Estádio Giuseppe Meazza, Milão |
| 20:45 (UTC+8)        | Pandev 41' · Eto'o 70', 80' |       | 21' Riise | Árbitro: Mauro Bergonzi        |

| Internazionale | Roma |

| Internazionale: |    |                    |       |       |
|                 |    |                    |       |       |
| GK              | 1  | Júlio César        |       |       |
| RB              | 13 | Maicon             |       |       |
| CB              | 6  | Lúcio              |       |       |
| CB              | 25 | Walter Samuel      | 90+4' |       |
| LB              | 26 | Cristian Chivu     |       |       |
| DM              | 19 | Esteban Cambiasso  | 62'   |       |
| DM              | 4  | Javier Zanetti (c) |       | 45+1' |
| AM              | 10 | Wesley Sneijder    |       | 88'   |
| LW              | 27 | Goran Pandev       |       | 79'   |
| RW              | 9  | Samuel Eto'o       |       |       |
| CF              | 22 | Diego Milito       |       |       |
| Substitutos:    |    |                    |       |       |
| GK              | 12 | Luca Castellazzi   |       |       |
| DF              | 2  | Iván Córdoba       |       |       |
| DF              | 23 | Marco Materazzi    |       | 88'   |
| MF              | 5  | Dejan Stanković    |       | 45+1' |
| MF              | 17 | McDonald Mariga    |       | 79'   |
| MF              | 29 | Philippe Coutinho  |       |       |
| FW              | 88 | Jonathan Biabiany  |       |       |
| Treinador:      |    |                    |       |       |
| Rafa Benítez    |    |                    |       |       |

| Roma:           |    |                     |       |     |
|                 |    |                     |       |     |
| GK              | 1  | Bogdan Lobonţ       |       |     |
| RB              | 77 | Marco Cassetti      |       |     |
| CB              | 4  | Juan                |       |     |
| CB              | 5  | Philippe Mexès      | 90+2' |     |
| LB              | 17 | John Arne Riise     |       |     |
| RM              | 7  | David Pizarro       |       | 54' |
| CM              | 16 | Daniele De Rossi    |       |     |
| LM              | 20 | Simone Perrotta     | 26'   |     |
| AM              | 10 | Francesco Totti (c) |       |     |
| CF              | 9  | Mirko Vučinić       |       | 67' |
| CF              | 94 | Jérémy Menez        |       | 83' |
| Substitutos:    |    |                     |       |     |
| GK              | 32 | Doni                |       |     |
| DF              | 25 | Guillermo Burdisso  |       |     |
| MF              | 11 | Rodrigo Taddei      |       | 54' |
| MF              | 33 | Matteo Brighi       |       |     |
| MF              | 87 | Aleandro Rosi       |       |     |
| FW              | 8  | Adriano             |       | 67' |
| FW              | 89 | Stefano Okaka       | 85'   | 83' |
| Treinador:      |    |                     |       |     |
| Claudio Ranieri |    |                     |       |     |

## Campeão
| Supercopa da Itália de 2010 |
| Itália                      |
| --------------------------- |
| Internazionale (5º título)  |